# 도고촌 (오사카부)
도고촌(일본어: 東郷村)은 일본 오사카부 노세군·도요노군에 설치되었던 촌이다. 현재의 노세정 남동부에 해당한다.